# Damasztész (történetíró)
Damasztész (i. e. 5. század) görög történetíró

## Élete
A trójai Siegumból származott, Hérodotosz fiatalabb kortársa és Hellanikosz tanítványa volt. A Trója előtt harcoló görög vezérek őseiről, népekről és városokról, költőkről és filozófusokról írt, ezeken kívül készített egy Hekataioszra támaszkodó geográfiai munkát is.